# Antti Kanervo
Antti Kanervo (Äänekoski, 12 aprile 1989) è un cestista finlandese.

## Palmarès
- Campionato finlandese: 1

Helsinki Seagulls: 2022-2023
- Coppa di Finlandia: 5

Joensuun Kataja: 2011, 2012
Helsinki Seagulls: 2020, 2021, 2022
- Coppa d'Islanda: 1

Stjarnan: 2019
- LNB Pro B Leaders Cup: 1

Roanne: 2017